# Oxynotus caribbaeus
El cerdo marino antillano (Oxynotus caribbaeus) es un escualiforme de la familia Oxynotidae, que habita en los taludes continentales superiores del mar Caribe, a profundidades de entre 400 y 450 m. Su longitud máxima es de 50 cm.